# Rio Cerbăl
O Rio Cerbăl é um rio da Romênia, afluente do Govăjdia, localizado no distrito de Hunedoara.